# Dani Navarro
Daniel Navarro García (Salamanca, 18 de julio de 1983), conocido como Dani Navarro, es un ciclista español, formado en la ciudad asturiana de Gijón.

## Biografía
Se formó como ciclista de base en el equipo gijonés Estel Las Mestas, y como amateur en el ONCE-Würth. Debutó como profesional en 2005 con el equipo español Liberty Seguros-Würth. Destaca como escalador. Actúa como gregario, como demostró en el Tour de Francia 2010, tirando duramente a favor de Alberto Contador. Desde 2013 formó parte del equipo francés Cofidis, Solutions Crédits, por el que firmó en agosto de 2012 para buscar la "oportunidad de poder brillar individualmente". Entre los éxitos obtenidos hasta este momento, destacan la victoria en la quinta etapa de la Dauphiné Libéré en 2010 y el primer puesto en la 3ª etapa del Tour de L’Ain en 2012, que le sirvió para vestirse de líder. Finalmente ocupó la tercera posición en la general. También levantó los brazos en 2013, al adjudicarse la XXXIII edición de la Vuelta a Murcia.
En 2014 logró su primer triunfo de etapa en una gran vuelta tras imponerse en la 13.ª etapa de la Vuelta España con final en el Parque de Cabárceno.
En el equipo francés estuvo seis años, haciéndose oficial en agosto de 2018 su marcha al Team Katusha-Alpecin en 2019. En este conjunto permaneció un año, incorporándose tras su desaparición al Israel Start-Up Nation.
La temporada 2021 la empezó sin equipo, situación en la que estuvo hasta el mes de marzo cuando se hizo oficial su fichaje por el Burgos-BH. Allí pasó los últimos años de una carrera profesional que decidió finalizarla en 2023.
Desde 2024 ejerce funciones de director deportivo en el equipo Illes Balears Arabay.

## Palmarés
2010
- 1 etapa del Critérium du Dauphiné

2012
- 1 etapa del Tour de l'Ain

2013
- Vuelta a Murcia

2014
- 1 etapa de la Vuelta a España

## Resultados en Grandes Vueltas y Campeonatos del Mundo
| Carrera         | Carrera         | 2005 | 2006 | 2007 | 2008 | 2009 | 2010 | 2011 | 2012 | 2013 | 2014 | 2015 | 2016 | 2017 | 2018 | 2019 | 2020 | 2021 | 2022 | 2023 |
| --------------- | --------------- | ---- | ---- | ---- | ---- | ---- | ---- | ---- | ---- | ---- | ---- | ---- | ---- | ---- | ---- | ---- | ---- | ---- | ---- | ---- |
|                 | Giro de Italia  | —    | 91.º | —    | —    | 31.º | —    | 44.º | —    | —    | —    | —    | —    | —    | —    | Ab.  | 48.º | —    | —    | —    |
|                 | Tour de Francia | —    | —    | Ab.  | —    | —    | 49.º | 62.º | —    | 9.º  | Ab.  | 66.º | Ab.  | 27.º | 45.º | —    | —    | —    | —    | —    |
|                 | Vuelta a España | —    | —    | —    | —    | 13.º | —    | —    | 55.º | —    | 10.º | 30.º | —    | 81.º | —    | 40.º | —    | 24.º | 44.º | 39.º |
| Mundial en Ruta | Mundial en Ruta | —    | —    | —    | —    | —    | —    | —    | —    | —    | Ab.  | —    | —    | —    | —    | —    | —    | —    | —    | —    |

—: no participa

Ab.: abandono

## Equipos
- Liberty Seguros-Würth (2005-2006)
  - Liberty Seguros-Würth Team (2005-05.2006)
  - Würth Team (06.2006-07.2006)
  - Astana-Würth Team (07.2006-12.2006)
- Astana (2007-2010)
- Saxo Bank (2011-2012)
  - Saxo Bank-Sungard (2011)
  - Saxo Bank-Tinkoff Bank (2012)
- Cofidis, Solutions Crédits (2013-2018)
- Team Katusha-Alpecin (2019)
- Israel Start-Up Nation (2020)
- Burgos-BH (03.2021-2023)